# 포항고등학교
포항고등학교(浦項高等學校)는 대한민국 경상북도 포항시 북구 학산동에 있는 공립 고등학교이다.

## 학교 연혁
- 1943년 3월 31일 : 포항공립중학교 설립 인가
- 1943년 4월 16일 : 포항공립중학교(4년제) 개교
- 1945년 11월 5일 : 6년제로 학제 변경
- 1951년 4월 1일 : <학제 변경> 포항고등학교 설립 기성회 조직
- 1951년 7월 18일 : 중학교 3년, 고등학교 3년제로 학제 변경
- 1951년 8월 13일 : 포항고등학교 설립 인가(6학급)
- 1951년 10월 20일 : 개교식, 초대 문기석 교장 취임(두호동 210번지 가교사)
- 1952년 3월 21일 : 제1회 졸업식 거행(졸업생 수 119명)
- 1954년 6월 5일 : 이축 교사 준공(포항시 대신동 74번지)
- 1954년 9월 1일 : 대신동 신축 교사로 이전(현 대신동 74번지 일대)
- 1962년 9월 20일 : 신축 교사 준공 및 교문 이전, 담장 공사 준공(~1966.08.08)
- 1976년 1월 19일 : 부설 방송통신고등학교 설립인가(9학급)
- 1983년 10월 4일 : 학칙 변경 인가(전 30학급)
- 1984년 1월 18일 : 신축교사 이전(학산동 288번지)
- 1985년 2월 15일 : 체육관 준공
- 1994년 9월 15일 : 청운학사 개관
- 2005년 1월 20일 : 교육인적자원부 학교도서관 정책 연구학교 지정
- 2013년 3월 1일 : 자율학교 지정 운영(~2016. 2. 28.)
- 2016년 3월 1일 : 2018.2.28까지 교육부요청 경상북도교육청지정 연구학교(학업중단예방 방송고)
- 2019년 3월 1일 : 2015개정 과학과 교육과정 적용에 따른 효율적인 과학중점학교 운영 방안 연구 정책연구학교 (2021.02.28)
- 2023년 3월 1일 : 제29대 류성연 교장 취임
- 2024년 2월 4일 : 제26회 방송통신고등학교 졸업식(졸업생 112명, 총 졸업생 5,486명)
- 2024년 2월 7일 : 제73회 졸업식(졸업생 189명, 누계 24,876명)

## 참고 자료
- 포항고등학교 - 한국교육학술정보원 학교알리미